# Furio Radin
Furio Radin (ur. 1 czerwca 1950 w Puli) – chorwacki psycholog i polityk narodowości włoskiej, wieloletni parlamentarzysta.

## Życiorys
W okresie komunistycznym był członkiem SSOH, związku młodych socjalistów. Ukończył psychologię na Uniwersytecie w Zagrzebiu, następnie doktoryzował się w tej dziedzinie. Na początku lat 90. został jednym z liderów politycznych mniejszości włoskiej w Chorwacji. Od 1993 do 2001 zasiadał w radzie żupanii istryjskiej.
W 1992 po raz pierwszy uzyskał mandat posła do Zgromadzenia Chorwackiego w okręgu jednomandatowym przeznaczonym dla przedstawiciela mniejszości włoskiej. Z powodzeniem ubiegał się o reelekcję w kolejnych wyborach w 1995, 2000, 2003, 2007, 2011, 2015, 2016, 2020 i 2024.
Odznaczony Orderem Gwiazdy Włoch I klasy (2014) oraz Orderem Gwiazdy Solidarności Włoskiej I klasy (2002).